# Hábermann Lívia
Hábermann Lívia (1982. január 10. –) magyar színésznő, szinkronszínész, tréner és drámapedagógus.

## Életpályája
1982-ben született. A Prohászka Ottokár Katolikus Gimnáziumban érettségizett. 1994 óta látogatta a Földessy Margit Drámastúdiót, ahol később drámapedagógiai asszisztensként is dolgozott (2000–2010). Az International Business Schoolban szerzett angol diplomát, ahol 2000 és 2005 között tanult. 2000-től szabadúszó színésznőként szerepel színházban, sorozatokban, hazai és külföldi filmekben. Emellett 2010 óta készség- és kreativitásfejlesztő trénerként, drámapedagógusként dolgozik magyar, illetve angol nyelven. Rendszeresen szinkronizál is. 2016–2019 között a Színház- és Filmművészeti Egyetem drámainstruktor- színjátékos szak hallgatója volt. 2018-tól az M5 (televízióadó) kulturális magazinműsorának a Kult' 30 – az értékes félórának egyik műsorvezetője. 2019–2023 között a Pesti Magyar Színház tagja volt. 2023 óta az M5 televízió Ön is tudja kvízműsort vezeti.

## Filmográfia
- VII. Olivér (kisjátékfilm) (2001)
- A Hídember (2002)
- A boldogság színe (2003)
- Zsebik (kisjátékfilm) (2005)
- Ég veled! (2005)
- Lopott képek (2006)
- Mansfeld (2006)
- Nenő (televíziós kisfilm) (2006)
- Tűzvonalban (2007–2010)
- És a nyolcadik napon (tévéfilm) (2009)
- Rózsaszín sajt (2009)
- Sweet Sixteen, a hazudós (tévéfilm) (2011)
- Mária-út 1–2–3. (2011)
- Az ajtó (2012)
- Lethologica (kisjátékfilm) (2012)
- Drakula (televíziós sorozat, A kénfürt c. epizód) (2013)
- Győztes (kisjátékfilm) (2014)
- Fekete krónika (televíziós sorozat)
  - A tüzes bíróság (2013)
  - A louduni ördöghajsza (2013)
  - A három csontváz (2014)
  - A velencei pékinas (2014)
- Karácsony előtt (2014)
- Tyrant – A vér kötelez (televíziós sorozat) (2015)
  - A homokra épült ház II/4
  - Vipera a palotában II/5
- Barátok közt (2013)
- Munkaügyek (2015)
- Maigret és a kicsi Albert (tévéfilm) (2016)
- Csak színház és más semmi (2016)
- A tökéletes gyilkos (2017)
- Emerald City (televíziós sorozat, Oroszlánok télen c. epizód) (2017)
- A kém, aki dobott engem (2018)
- A merénylet (2018)
- Mintaapák (2020)
- Magyar Passió (2021)
- Ida regénye (2022)
- Aranybulla (2022)
- Hazatalálsz (2023)